# Arrondissement de Colobane

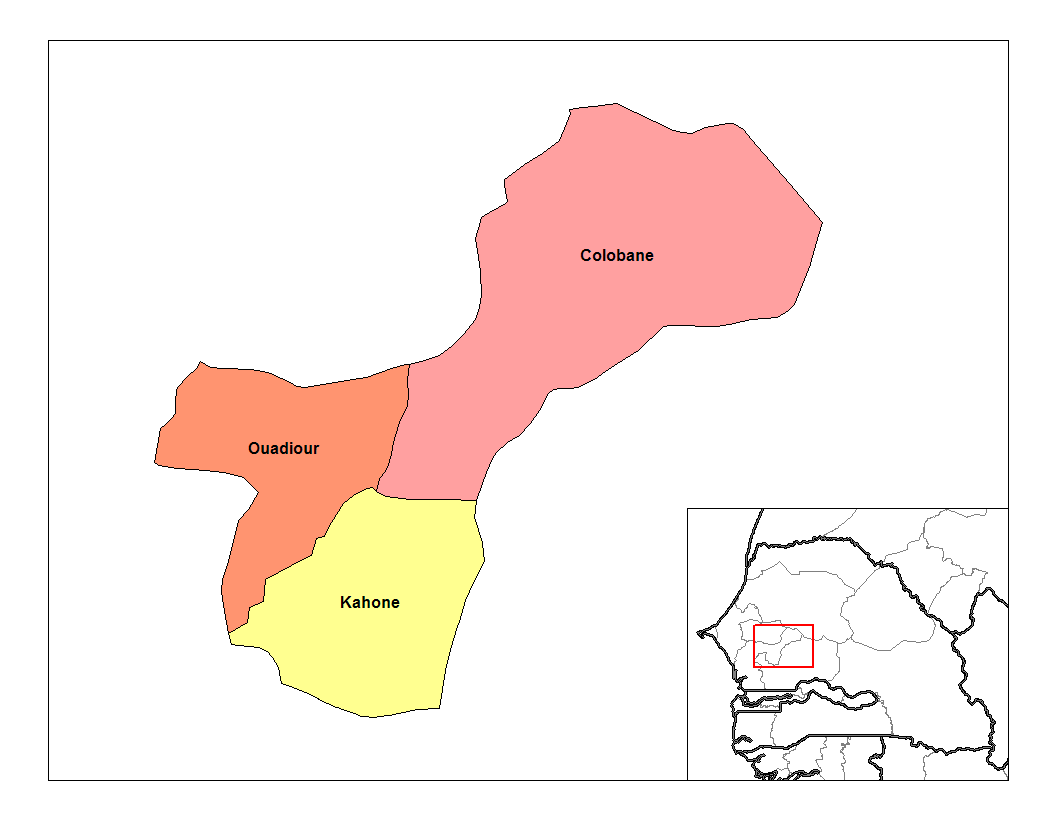
Carte des arrondissements du département de Gossas au Sénégal.

L'arrondissement de Colobane est l'un des arrondissements du Sénégal. Il est situé au nord-est du département de Gossas, dans la région de Fatick.
Il compte deux communautés rurales :
- Communauté rurale de Colobane ;
- Communauté rurale de Mbar.

Son chef-lieu est Colobane Signy.